# Normal People
Pour la série télévisée, voir Normal People (série télévisée).
Normal People est un roman publié en 2018 par l'autrice irlandaise Sally Rooney. Il s'agit de son deuxième roman à être publié, après Conversations avec des amis (2017). Il est devenu un best-seller aux États-Unis, avec près de 64 000 exemplaires vendus en version papier au cours des quatre premiers mois de sa sortie. Une adaptation télévisée bien accueillie a été diffusée à partir d'avril 2020. La traduction française est sortie (sous le même titre anglais) en 2021 aux éditions de l'Olivier (grand format) et en 2022 aux éditions Points (format poche).

## Synthèse
Le roman traite de l'amitié et de la relation complexes entre deux adolescents, Connell et Marianne, qui fréquentent tous deux le même lycée dans le comté de Sligo et, plus tard, le Trinity College de Dublin (TCD). L'action se déroule pendant le ralentissement économique irlandais après 2008. Connell est un lycéen populaire, beau et très intelligent qui commence une relation avec Marianne, une jeune fille impopulaire, intimidante, mais tout aussi intelligente, dont la mère emploie sa mère comme femme de ménage. Par honte, Connell cache cette liaison à ses camarades de classe, mais, il finit par aller à Trinity avec elle après l'été et se réconcilier. Marianne s'épanouit à l'université, devient jolie et populaire, tandis que Connell lutte pour la première fois de sa vie pour s'intégrer correctement. Le couple se côtoie tout au long de leurs années universitaires, développant un lien intense qui met en lumière les traumatismes et les insécurités qui font d'eux ce qu'ils sont.
Cette série se distingue par la subtilité avec laquelle, elle dépeint l'histoire d'amour entre les deux adolescents, en opposition à la représentation des teen movies à l'américaine.

## Accueil
Le roman a été sélectionné pour le prix Man Booker 2018. Il a été élu "Livre de l'année 2018" par Waterstones  et a remporté le prix du "Meilleur roman" aux Costa Book Awards de 2018. En 2019, il a été sélectionné pour le Prix des femmes de fiction. La même année, le roman a été classé 25e dans la liste des 100 meilleurs livres du 21e siècle du Guardian.

## Adaptation
En mai 2019, BBC Three et Hulu ont annoncé qu'une série télévisée basée sur le roman, avec Daisy Edgar-Jones et Paul Mescal dans les rôles respectifs de Marianne et Connell, allait être produite. La première a eu lieu le 26 avril 2020 sur BBC Three et le 27 avril 2020 sur le service de streaming australien Stan. En Irlande, la série Normal People a commencé à être diffusée sur RTÉ One le 28 avril.